# Hellig Birma
 Der er for få eller ingen kildehenvisninger i denne artikel, hvilket er et problem. Du kan hjælpe ved at angive troværdige kilder til de påstande, som fremføres i artiklen.

Hellig Birma er en katterace og kendes også som Den tibetanske Tempelkat. Man strides lidt om, hvorfra den egentlig stammer, men man mener, at den stammer fra Østen, hvor den blev holdt som helligt dyr i lighed med Siameseren.
Den dukkede op i Europa omkring 1920, hvor der kom et par Hellig Birma til Frankrig fra Lao-Tsun Templet. Hannen var godt nok død ved ankomsten, men hunnen var drægtig. Det er dette kuld, der ligger til baggrund for den europæiske Hellig Birma. Om dette er den rigtige historie, er der mange, der sår tvivl om. Det er blandt andet påstået, at Birmakatten er fremkommet som et produkt af krydsning mellem Siameser og cremefarvede Perser. Den første Birmakat kom til Danmark i 1968.

## Udseende
Katten er en masket langhårskat med hvide poter, som man normalt betegner som handsker, og den har en fyldig krave. Den er godkendt herhjemme i farverne brun-, blå-, chokolade- og lillamasket. Den har et kraftigt hoved med fyldige kinder og små ører. Øjnene er dybblå, og let ovale i formen. Kroppen er middelkraftig med korte, solide ben. Halen er tynd ved roden men fyldig og busket i spidsen. Generelt giver Birmakatten et meget harmonisk helhedsindtryk.

## Temperament og pleje
Birmakatten har et mere livligt temperament end perseren, men betegnes som moderat med værdighed. Den er meget social og ret "snakkende". Det er ikke en kat, der kan være alene hjemme i 10 timer dagligt. Hvis dette er tilfældet, bør man anskaffe sig endnu en kat.
Katten er trods sin lange pels ret nem at holde og skal redes med stålkam 1 gang ugentligt.
Katten er ikke den bedste til at reproducere sig selv, og den får generelt små kuld. Killingerne fødes hvide og får først deres aftegninger efter nogle uger. Kattene bliver normalt mørkere på kroppen allerede ved 4-års alderen, men beholder maskefarven.

## Sygdom og sundhed
Generelt er Hellig Birma en meget sund kat. Den har ingen specifikke arvelige defekter, som man skal tage sig i agt for, men det største problem med racen er at få afkom, der lever op til de krav om tegning, som man stiller til racen. Dette betyder også, at hvis man ønsker at anskaffe sig en Hellig Birma, som man forventer, også kan bruges til udstilling, skal man være sikker på, at stamtavlen på forældrene er i orden.